# Epidendrum chirripoense
Epidendrum chirripoense är en orkidéart som beskrevs av Eric Hágsater. Epidendrum chirripoense ingår i släktet Epidendrum och familjen orkidéer. Inga underarter finns listade i Catalogue of Life.